# Faculdades Rio-Grandenses
A Faculdades Rio Grandenses (FARGS) foi uma instituição de ensino superior brasileira. Foi adquirida em 2012 pela Estácio, anteriormente pertencia a Sociedade Educacional do Rio Grande do Sul.

## Histórico
Foi fundada em 1994, na cidade de Porto Alegre, inicialmente com os cursos de Comércio Exterior e Ciências Contábeis. Nos primeiros anos disponha de turmas com média 40 alunos cada e equipe com 10 professores. Ao longo dos anos, estes números foram crescendo e novos cursos foram lançados.

## Cursos e Estrutura
Oferecia os cursos de Comércio Exterior, Ciências Contábeis, Turismo, Hotelaria, Análise de Sistemas, Administração de Empresas, Marketing e Direito. Contava com cinco Laboratórios adequados às exigências de cada curso, entre eles de Agência de Turismo, Governança em Hotelaria e de Informática com softwares constantemente atualizados, duas Bibliotecas modernas com salas individuais para trabalhos, acervo de vídeos e consulta on-line de títulos.
Possuía dois endereços em Porto Alegre, sendo um na Zona Norte, na Rua Tupi n° 200 e outro no Centro, na Rua Marechal Floriano n°626, em Porto Alegre. Ambos foram convertidos para Estácio ainda em 2012, porém no campus da Rua Tupi as atividades se encerraram em 2017.

## Curiosidades
- O prédio onde estava localizado o campus centro da FARGS, já foi sede de um orfanato nos anos 40.
- O ex-prefeito de Porto Alegre José Fogaça, já foi professor da FARGS no curso do Direito. Ministrou as aulas de Direito Constitucional.

1. ↑  Tolotti, Rodrigo (1 de agosto de 2012). «Estácio adquire faculdade e firma acordo para comprar outra». InfoMoney. Consultado em 12 de junho de 2024